# 아마겟돈 (아리아)
아마겟돈(러시아어: Армагеддон)은 아리아의 2006년 앨범이다. 2003년 이후 3년 만에 내 놓는 앨범이다. 이 앨범이 나오기 전에 일부 곡들로 이루어진 싱글 《Чужой》가 같은 해에 나왔다.

## 만든 사람들
- 아르투르 베르쿠트 - 보컬
- 블라디미르 홀스티닌 - 기타
- 세르게이 포포프 - 기타
- 비탈리 더블리닌 - 바스, 보컬

- «Страж Империи»의 도입부 — 토모히로 타카시나

- 음향 엔지니어 - 드미트리 칼리닌
- 마스터링 - 안드레이 수보틴, Saturday Mastering 스튜디오.